# Hiéroglyphe égyptien A21A
Le hiéroglyphe égyptien A21A (homme debout tenant une canne) n'est pas classifié dans la liste de Gardiner originale ; il est noté A21A.

## Représentation
Il représente un homme debout, tenant de la main droite une canne piqué dans le sol et bras gauche pendant.

## Utilisation
| A21 |

| A21 |

C'est un déterminatif des termes qui désignent les hauts fonctionnaires et les courtisans.
| i | A | k · W | A21A | N25 |

| i | A | k · W | A21A | N25 |

« carrière de pierre ».
À ne pas confondre avec les hiéroglyphes :
| A19 |

| A19 |

| A20 |

| A20 |

| A21 |

| A21 |

| A22 |

| A22 |

## Exemples de mots
| U33 | i | i | A21A |

| U33 | i | i | A21A |

| D38 | a · Z1 | i | i | n · A | A21A |

| D38 | a · Z1 | i | i | n · A | A21A |

| s | r | w&t | A21A | Z3 |

| s | r | w&t | A21A | Z3 |